# Liste der Bodendenkmäler in Aislingen
Auf dieser Seite sind die Bodendenkmäler in dem schwäbischen Markt Aislingen zusammengestellt. Diese Tabelle ist eine Teilliste der Liste der Bodendenkmäler in Bayern. Grundlage ist die Bayerische Denkmalliste, die auf Basis des Bayerischen Denkmalschutzgesetzes vom 1. Oktober 1973 erstmals erstellt wurde und seither durch das Bayerische Landesamt für Denkmalpflege geführt wird. Die folgenden Angaben ersetzen nicht die rechtsverbindliche Auskunft der Denkmalschutzbehörde.

## Bodendenkmäler in Aislingen

### Bodendenkmäler im Ortsteil Aislingen
| Lage                                 | Objekt | Akten-Nr.     | Bild           |
| ------------------------------------ | --- | ------------- | -------------- |
| Aislingen (Standort)                 | Kastell der römischen Kaiserzeit, Befestigung des Frühmittelalters und Burgstall des Hochmittelalters.                                                                | D-7-7428-0029 |                |
| Aislingen (Standort)                 | Siedlung der Michelsberger Kultur sowie der Urnenfelderzeit. Hallstatt- und Latènezeit, Kastellvicus der römischen Kaiserzeit.                                        | D-7-7428-0072 |                |
| Aislingen (Standort)                 | Freilandstation des Mesolithikums. | D-7-7428-0097 |                |
| Aislingen (Standort)                 | Körpergräber des Frühmittelalters. | D-7-7428-0109 |                |
| Aislingen Kirchstrasse 5 (Standort)  | Pfarrkirche St. Georg Mittelalterliche und frühneuzeitliche Befunde im Bereich der Katholischen Pfarrkirche St. Georg in Aislingen. Siehe auch: St. Georg (Aislingen) | D-7-7428-0111 | weitere Bilder |
| Aislingen Margaretenweg 5 (Standort) | Filialkirche St. Margareta Mittelalterliche Vorgängerbauten der Katholischen Kirche St. Margareta.                                                                    | D-7-7428-0142 | weitere Bilder |
| Aislingen (Standort)                 | Grabhügel der Hallstattzeit. | D-7-7428-0155 |                |
| Aislingen (Standort)                 | Grabhügel der Hallstattzeit. | D-7-7428-0157 |                |
| Aislingen (Standort)                 | Straße der römischen Kaiserzeit | D-7-7428-0160 |                |
| Aislingen (Standort)                 | Straße der römischen Kaiserzeit. | D-7-7428-0163 |                |
| Aislingen (Standort)                 | Grabhügel vorgeschichtlicher Zeitstellung. | D-7-7428-0206 |                |
| Aislingen (Standort)                 | Grabhügel vorgeschichtlicher Zeitstellung. | D-7-7428-0207 |                |
| Aislingen (Standort)                 | Straßentrasse vor- und frühgeschichtlicher Zeitstellung. | D-7-7428-0208 |                |
| Aislingen (Standort)                 | Mittelalterlicher Burgstall, frühneuzeitliches Schloss. | D-7-7428-0211 |                |
| Aislingen (Standort)                 | Siedlung vorgeschichtlicher Zeitstellung. | D-7-7428-0212 |                |
| Aislingen (Standort)                 | Grabhügel vorgeschichtlicher Zeitstellung. | D-7-7428-0213 |                |
| Aislingen (Standort)                 | Grabenwerk vorgeschichtlicher Zeitstellung. | D-7-7428-0214 |                |
| Aislingen (Standort)                 | Siedlung vorgeschichtlicher Zeitstellung. | D-7-7428-0217 |                |
| Aislingen (Standort)                 | Straßentrasse vor- und frühgeschichtlicher Zeitstellung. | D-7-7428-0218 |                |
| Aislingen (Standort)                 | Siedlung vorgeschichtlicher Zeitstellung. | D-7-7428-0310 |                |
| Aislingen (Standort)                 | Brandgräber der Urnenfelderzeit, Grabhügel der Hallstattzeit, Siedlung und Gräber der römischen Kaiserzeit.                                                           | D-7-7428-0373 |                |
| Aislingen (Standort)                 | Frühmittelalterliches Reihengräberfeld. | D-7-7428-0374 |                |
| Aislingen (Standort)                 | Siedlung der Linearbandkeramik. | D-7-7428-0375 |                |
| Aislingen (Standort)                 | Frühmittelalterliches Reihengräberfeld. | D-7-7428-0376 |                |
| Aislingen (Standort)                 | Siedlung der Bronzezeit. | D-7-7428-0377 |                |
| Aislingen (Standort)                 | Siedlung, Werkplatz und Gräber der römischen Kaiserzeit. | D-7-7428-0498 |                |
| Aislingen (Standort)                 | Grabhügel vorgeschichtlicher Zeitstellung. | D-7-7428-0510 |                |
| Aislingen (Standort)                 | Grabhügel vorgeschichtlicher Zeitstellung, Gräber der Urnenfelderzeit und Latènezeit.                                                                                 | D-7-7428-0539 |                |
| Aislingen (Standort)                 | Töpferei des späten Mittelalters. | D-7-7428-0544 |                |
| Aislingen (Standort)                 | Siedlung vorgeschichtlicher Zeitstellung. | D-7-7528-0005 |                |
| Aislingen (Standort)                 | Grabhügel vorgeschichtlicher Zeitstellung. | D-7-7528-0012 |                |

### Bodendenkmäler im Ortsteil Baumgarten
| Lage                  | Objekt                                  | Akten-Nr.     | Bild |
| --------------------- | --------------------------------------- | ------------- | ---- |
| Baumgarten (Standort) | Mittelalterlicher Burgstall Baumgarten. | D-7-7528-0001 |      |

### Bodendenkmäler im Ortsteil Glött
| Lage             | Objekt                           | Akten-Nr.     | Bild |
| ---------------- | -------------------------------- | ------------- | ---- |
| Glött (Standort) | Straße der römischen Kaiserzeit. | D-7-7428-0042 |      |